# Neville Lederle
Neville Lederle (Theunissen, 25 september 1938 – Knysna, 17 mei 2019) was een autocoureur uit Zuid-Afrika. 
In 1962 en 1965 nam hij deel aan in totaal twee Grands Prix voor het team Lotus. In 1962 haalde hij één punt in de Grand Prix van Zuid-Afrika. In 1965 strandde hij in dezelfde Grand Prix in de kwalificaties.
Hij overleed in 2019 op 80-jarige leeftijd.